# Silicon Messiah
Albums de Blaze
Tenth Dimension
(2002)
Silicon Messiah est le premier album studio du groupe Blaze formé par le chanteur de heavy metal Blaze Bayley après son éviction d'Iron Maiden. Il est sorti le 22 mai 2000 sur le label SPV GmbH et a été produit par Andy Sneap (Judas Priest, Accept, Megadeth, Testament ect.).
L'album est centré sur des sujets de science-fiction et d'anticipation. Deux trilogies y sont développées :
- Ghost in the Machine, Evolution et Silicon Messiah traitent d'un homme désirant devenir immortel. Il va parvenir à télécharger son âme dans un ordinateur. Le pouvoir qu'il va en retirer le conduira à faire le mal.
- Reach for the Horizon, The Launch, et Stare at the Sun narrent l'histoire d'une personne qui a vécu une bonne partie de son existence dans l'espace et qui, à la fin de sa vie, souhaite revoir une dernière fois la Terre.

Blaze Bayley annonce une tournée pour les 25 ans de cet album en 2025 du groupe de heavy metal français Star Rider, avec des passages en France, plus précisément à Lyon, La Rochelle, Mennecy, Nancy-sur-Cluses, Aubière et Terville. La setlist est composée de l'album Silicon Messiah dans son intégralité, de chansons de ces derniers albums studios War Within Me et Circle of Stone ainsi que des reprises d'Iron Maiden et de UFO. 

## Liste des titres
- Toutes les paroles sont écrites par Blaze Bayley

1. Ghost in the Machine (Bayley / Wray / Slater / Naylor)
2. Evolution (Bayley / Naylor / Slater / Wray / Singer)
3. Silicon Messiah (Bayley / Naylor / Slater)
4. Born as a Stranger (Bayley / Naylor / Slater)
5. The Hunger (Bayley / Slater / Wray / Singer)
6. The Brave (Bayley / Naylor / Wray)
7. Identity (Bayley / Naylor / Slater / Wray)
8. Reach for the Horizon (Bayley / Hilborne)
9. The Launch (Bayley / Wray / Naylor / Singer)
10. Stare at the Sun (Bayley / Slater / Wray / Naylor)

## Membres
- Blaze Bayley – Chanteur
- John Slater - Guitare
- Steve Wray - Guitare
- Rob Naylor - Basse
- Jeff Singer - Batterie